# Ana Hübler
Ana Hübler (2 de enero de 1885 – 5 de julio de 1976) fue una patinadora alemana. Fue una campeona olímpica y dos veces campeona del mundo del patinaje junto con su compañero Heinrich Burger.
Hübler y Berger fueron los primeros campeones del mundo y los primeros campeones olímpicos en patinaje artístico en parejas. Nunca fueron campeones de Europa, porque la Eurocopa no incluyó un concurso de parejas hasta 1930.
Se presentaban por el club Müchener EV (Munich EV).
Hübler fue la primera campeona olímpica alemana. (La primera mujer en ganar una medalla olímpica para Alemania, fue la única patinadora Elsa Rendschmidt. Ella ganó la plata en 1908.)
Después de retirarse del patinaje artístico, Hübler se convirtió en una cantante y actriz. Más tarde, era dueña de una tienda por departamentos.